# Список графов де Фезансак
Граф де Фезенсак (фр. comte de Fézensac) — титул правителя гасконского графства Фезенсак.

## Каролингские графы
Неизвестная династия
- ? — ок. 801: Бургундио (ум. ок. 801), граф де Фезансак

Жерардиды
- 801 — 809: Летард (ок. 760/765 — после 813), граф де Фезансак с 801

## Графы во Французском королевстве
Дом де Фезансак
- 920 — ок. 960: Гильом Гарсия (ум. ок. 960), граф де Фезансак и д’Арманьяк с ок. 920
- ок. 960 — до 985: Одон (ум. до 985), граф де Фезансак, сын предыдущего
- до 985 — до 1020: Бернар I Одон (ум. до 1020), граф де Фезансак, сын предыдущего
- до 1020 — до 1032: Эмери I (ум. до 1032), граф де Фезансак, сын предыдущего
- до 1020 — ок. 1064: Гильом II Астанов (ум. ок. 1064), граф де Фезансак, сын предыдущего
- ок. 1064 — 1103: Эмери II (ум. 1103), граф де Фезансак с ок. 1064, сын предыдущего
  - Астанов II (ум. 1098), граф де Фезансак, сын предыдущего
- 1103 — до 1160: Азельма (ок. 1090 — до 1160), графиня де Фезансак с 1103, дочь предыдущего
1-й муж: с ок. 1110 Бернар III (ум. 1113), граф Бигорра с 1090
2-й муж: с 1119 Жеро III (ум. 1160), граф д’Арманьяк

Дом д’Арманьяк
- 1119—1160: Жеро III (ум. 1160), граф д’Арманьяк с 1110, граф де Фезенсак с 1119, муж предыдущей
- 1160—1193: Бернар IV (ум. 1193), граф д’Арманьяк и де Фезенсак с 1160, сын предыдущего
- 1193—1215: Жеро IV (ум. до 8 июня 1215), граф д’Арманьяк и де Фезенсак с 1193, сын предыдущего

Дом де Ломань
- 1215—1219: Жеро V (ум. 20 сентября 1215), виконт де Фезансаге с ок. 1200, граф д’Арманьяк и де Фезенсак с 1215, правнук Жеро III
- 1219 — 1241/1242: Пьер Жеро (ум. 20 сентября 1215), граф д’Арманьяк и де Фезенсак с 1219, сын предыдущего
- 1241/1242—1245/1246: Бернар V (ум. 20 сентября 1215), граф д’Арманьяк и де Фезенсак с 1241/1242, брат предыдущего
- 1246/1246: Маскароза I (ум. до 25 марта 1246), графиня д’Арманьяк и де Фезансак, сестра предыдущего
муж: Арно III Одон (ум. 1264/1267), виконт де Ломань и д’Овиллар
- 1246—1254: Маскароза II (ум. до 15 сентября 1254), графиня д’Арманьяк и де Фезансак с 1246, дочь предыдущей
муж: Эскива IV де Шабан (ум. 1283), сеньор де Шабан и де Конфолан, граф Бигорра с 1255
- 1254—1280: Жеро VI (ум. 1280), виконт де Фезансаге ранее 1245, граф д’Арманьяк и де Фезенсак с 1254, племянник Жеро V
- 1280—1319: Бернар VI (ум. 1319), граф д’Арманьяк и де Фезенсак с 1280, сеньор д’Альбре 1280—1294, сын предыдущего

- 1319—1373: Жан I (до 6 мая 1306 — после 5 апреля 1373), граф д’Арманьяк и де Фезенсак с 1319, граф де Родез с 1313, виконт де Ломань и д’Овиллар в 1325—1336 и 1343—1373, граф де Гор в 1336—1343 и 1355—1364, сын предыдущего
- 1373—1384: Жан II Горбатый (ок. 1333 — 26 мая 1384), граф д’Арманьяк, де Фезансак, де Родез и де Шароле, виконт де Ломань и д’Овиллар с 1373, сын предыдущего
- 1384—1391: Жан III Толстый (ок. 1359 — 25 июля 1391), граф де Комменж с 1378, граф д’Арманьяк, де Фезансак и де Родез, виконт де Ломань и д’Овиллар с 1384, сын предыдущего
- 1391—1418: Бернар VII (1364 — 12 июня 1418), граф де Шароле в 1384—1390, граф д’Арманьяк, де Фезансак и де Родез, виконт де Ломань и д’Овиллар с 1391, граф де Пардиак с 1402, коннетабль Франции с 1415, брат предыдущего
- 1418—1450/1451: Жан IV (15 октября 1396 — 14 октября 1450/12 мая 1451), виконт де Ломань и д’Овиллар, граф д’Арманьяк, де Фезансак и де Родез с 1418, сын предыдущего
- 1450/1451—1473: Жан V (1420 — 5 марта 1473), виконт де Ломань и д’Овиллар, граф д’Арманьяк, де Фезансак и де Родез с 1450/1451, сын предыдущего
- 1473—1497: Шарль I (1425 — 3 июня 1497), виконт де Фезансаге с 1450/1451, граф д’Арманьяк, де Фезансак и де Родез, виконт де Ломань и д’Овиллар с 1473, брат предыдущего

Валуа, Алансонская ветвь
- 1497—1525: Шарль II (2 сентября 1489 — 11 апреля 1525), герцог Алансона и граф де Перш (Карл IV) с 1492, граф д’Арманьяк, де Фезансак и де Родез с 1497, пэр Франции, первый принц крови с 1515

Альбре
- 1527—1555: Генрих I (1503—1555), король Наварры (Генрих II) с 1517, граф Перигора и виконт Лиможа с 1516, граф Фуа и Бигорра, виконт Беарна, Марсана и Габардана с 1517, сеньор д’Альбре с 1522, герцог д’Альбре с 1550, граф д’Арманьяк, де Фезансак и де Родез с 1527, 2-й муж Маргариты Ангулемской, жены Карла IV Алансонского
- 1555—1572: Жанна (1528—1572), королева Наварры (Хуанна III), графиня Фуа и Бигорра, виконтесса Беарна, Марсана и габардана, герцогиня д’Альбре с 1550, дочь предыдущего

Бурбоны
- 1572—1607: Генрих II де Бурбон (1553—1610), король Наварры (Генрих III), граф де Фуа и де Бигорр, виконт де Беарн и де Марсан, герцог д’Альбре с 1572, король Франции (Генрих IV) с 1589, сын предыдущей